# Inupiatok
Az inupiatok alaszkai őslakók, akik főleg a Norton Soundtól a kanadai határig terjedő területen élnek. Alaszkában 34 inupiatok által lakott település van.

## Nyelv
Az inupiatok anyanyelve eredetileg az inupiat nyelv, aminek két fajtája az észak-alaszkai inupiat és az északnyugat-alaszkai inupiat nyelv.

## Kultúra
Hagyományosan az inupiatok letelepedett közösségekben éltek. Egyes inupiatok által lakott település több, mint 10 000 évig lakott volt, mint például Mary's Igloo.

## Fordítás
- Ez a szócikk részben vagy egészben  az   Inupiat című angol Wikipédia-szócikk fordításán alapul.  Az eredeti cikk szerkesztőit annak laptörténete sorolja fel. Ez a jelzés csupán a megfogalmazás eredetét és a szerzői jogokat jelzi, nem szolgál a cikkben szereplő információk forrásmegjelöléseként.